# Secamone sinica
Secamone sinica là một loài thực vật có hoa trong họ La bố ma. Loài này được Hand.-Mazz. miêu tả khoa học đầu tiên năm 1936.